# 舒爾特 (堪薩斯州)
舒爾特（英語：Schulte）是位於美國堪薩斯州塞奇威克縣的一個非建制地區。

## 地理
舒爾特所處的海拔為高於海平面407米（即1335英呎），而該地所採用的時區為UTC-6，即北美中部時區（CST）。同時該地設有夏令時間，為UTC-6調快一小時，即UTC-5（CDT）。